# Poetry slam

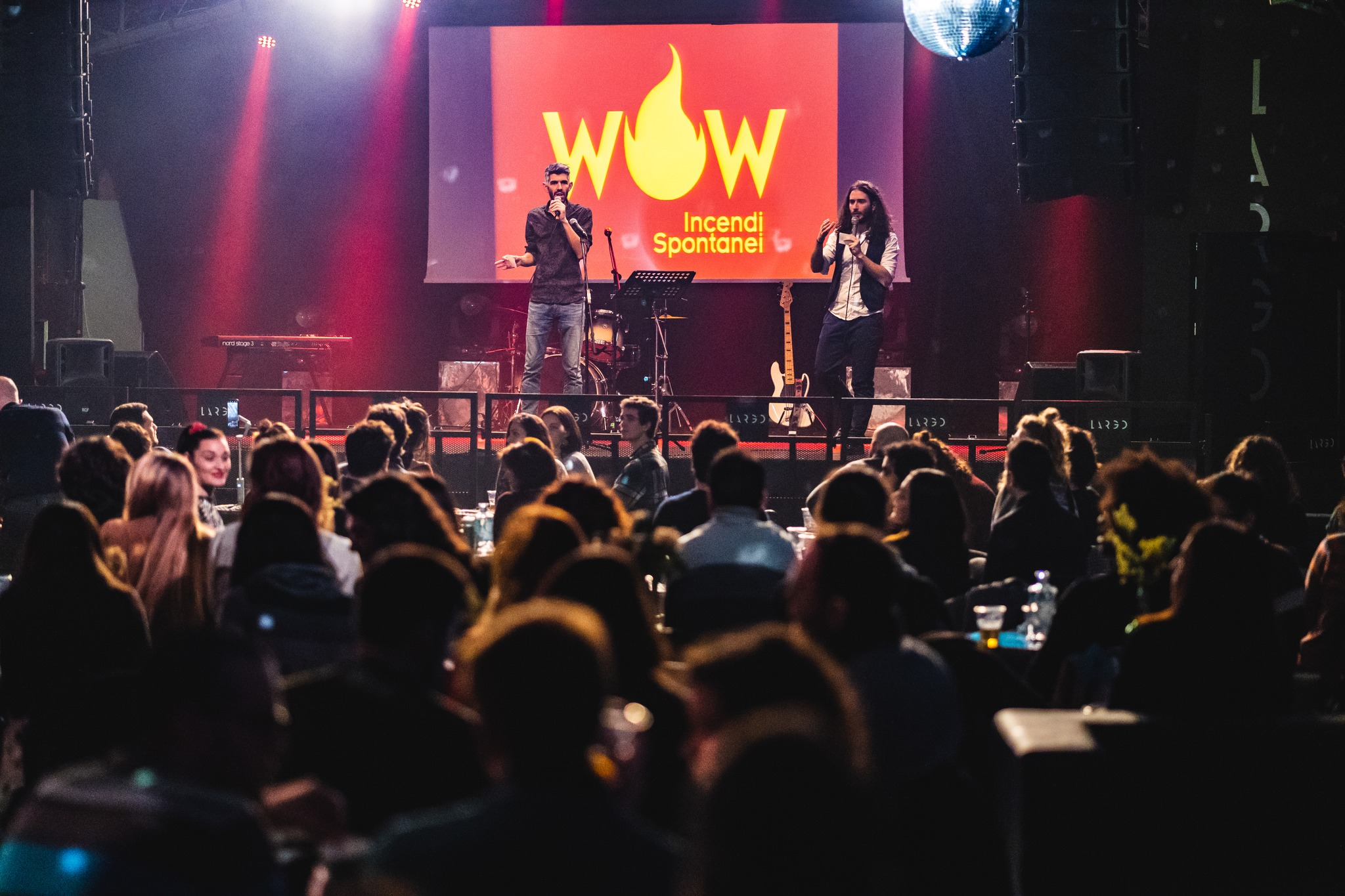
I due Campioni del Mondo conducono un Poetry Slam a Roma, 2022, per WOW - Incendi Spontanei

Il Poetry Slam è una competizione in cui i poeti recitano i loro versi, gareggiano fra loro e vengono valutati da una giuria composta da cinque elementi estratti a sorte tra il pubblico. La competizione è diretta dall'Emcee (Master of Ceremony). È una produzione artistica che nasce dalla strada (come il rap ai suoi inizi) e crea un legame tra scrittura e performance, realizzata con grande economia di mezzi. È una forma poetica popolare, declamatoria, praticata nei luoghi pubblici (in particolare pub, bar, circoli, teatri o altri luoghi associativi) e che spesso si avvale di una recitazione a ritmo serrato.

## Storia
Lo slam nasce nel 1984 quando Marc Smith, operaio nei cantieri e poeta, organizza una serie di incontri di lettura a voce alta in un jazz club di Chicago, il Get Me High Lounge. Il suo intento è quello di portare del nuovo nella scena poetica, facendo partecipare il pubblico sul palcoscenico. Nel 1986, Smith incontra Dave Jemilo, proprietario del Green Mill Cocktail Lounge (un jazz-club di Chicago in cui era solito rifugiarsi Al Capone) e gli propone di organizzare ogni settimana, il lunedì sera, una competizione di poesia. La proposta viene accettata, così, il 20 luglio dello stesso anno, nasce il primo poetry slam.
Molto presto l'idea viene copiata in molte altre città degli Stati Uniti, tra cui le metropoli di New York e San Francisco. Nel 2002, a Minneapolis, cinquantasei squadre di poeti-slam si sono presentate ad una competizione/concorso di 5 giorni. Al giorno d'oggi, il poetry slam è diventato una forma d'arte internazionale ed è presente, oltre che negli Stati Uniti, anche in Europa (tra gli altri, in Germania, nei Paesi Bassi, in Gran Bretagna, in Francia e in Italia). In Europa è soprattutto Grand Corps Malade con l'album Midi20 a far conoscere lo slam al grande pubblico.

## Poetry Slam o Slam Poetry?
Si dice “Poetry Slam” riferendosi allo slam in quanto format, gara, fenomeno, movimento, rito. Nel parlato, la Poetry Slam è la definizione omnicomprensiva, o quasi, per eccellenza.
Si dice “Slam Poetry” invece quando ci si riferisce a tutti i generi di poesia, tipicamente performati durante i Poetry Slam, riconducibili genericamente alla Spoken word, ovvero alla poesia detta ad alta voce senza l’impiego di musica: tra i generi più proposti negli Slam spiccano la spoken word politica, autobiografica, sentimentale e drammatica, la stand-up poetry, la rap poetry, la poetry live, il teatropoesia, e tante altre forme di ibridazione tra le arti.
Attenzione quindi: la “Slam Poetry”, non corrisponde né a un genere preciso, né a una forma precisa, né a una specifica disciplina di poesia performativa. In sostanza, la Slam Poetry è la Spoken word proposta in gara nei Poetry Slam.

## Regole
Le regole dei poetry slam sono:
- Iscrizione aperta a tutti;
- Esibizione a cappella;
- Durante la performance niente musica, oggetti o vestiti di scena
- Libertà d'espressione: si può recitare, leggere, scandire, cantare, rappare, improvvisare testi costruiti su temi liberi (ma a volte, per alcune gare, possono essere richieste perfomance a tema)
- Tempo a disposizione per ogni esibizione varia dai 3 ai 5 minuti, a seconda delle regole nazionali di riferimento (3 minuti nel campionato italiano);
- Il poeta-slammer si esibisce soprattutto per il piacere di condividere i propri testi con il pubblico;
- 5 giurati devono essere scelti a caso tra il pubblico e danno un voto ad ogni performance (o, in alternativa, tutto il pubblico può votare: per acclamazione, o alzata di mano);
- I giurati non devono avere alcun legame con nessuno dei performer. L'MC chiede esplicitamente a ciascun giurato se conosce chiunque dei performer in gara e, se sì, cambia giurato.
- Il voto più alto e quello più basso dato ad ogni performance vengono eliminati, e si sommano i tre voti rimasti

## Riconoscimenti internazionali
A livello europeo, ogni anno si svolge l'European Poetry Slam Championship (o European Slampionship).
Ogni anno si svolge inoltre la Coppa del Mondo di Poetry Slam (Coupe du Monde de Slam, organizzata in Francia).  
| European Poetry Slam Championship | European Poetry Slam Championship | European Poetry Slam Championship | European Poetry Slam Championship     |
| Anno                              | Edizione                          | Sede                              | Vincitori                             |
| --------------------------------- | --------------------------------- | --------------------------------- | ------------------------------------- |
| 2012                              | I                                 | Antwerp, Belgio                   | Dani Orviz (Spagna)                   |
| 2014                              | II                                | Malmö, Svezia                     | Zygimantas Mesijus Kudirka (Lituania) |
| 2015                              | III                               | Tartu, Estonia                    | Nuno Piteira (Portogallo)             |
| 2016                              | IV                                | Leuven, Belgio                    | Carmien Michels (Olanda)              |
| 2017                              | V                                 | Bruxelles, Belgio                 | Frej Haar (Svezia)                    |
| 2018                              | VI                                | Budapest, Ungheria                | Peter Molnar (Ungheria)               |
| 2021                              | VII                               | Bruxelles, Belgio                 | Marie Darah (Belgio)                  |
| 2022                              | VIII                              | Roma, Italia                      | Pablowski (Spagna)                    |

|      | Poetry Slam World Cup - Coupe du Monde de Slam | Poetry Slam World Cup - Coupe du Monde de Slam | Poetry Slam World Cup - Coupe du Monde de Slam | Poetry Slam World Cup - World Poetry Slam Organisation | Poetry Slam World Cup - World Poetry Slam Organisation | Poetry Slam World Cup - World Poetry Slam Organisation |
| Anno | Edizione                                       | Vincitori                                      | Data                                           | Edizione                                               | Vincitori                                              | Data                                                   |
| ---- | ---------------------------------------------- | ---------------------------------------------- | ---------------------------------------------- | ------------------------------------------------------ | ------------------------------------------------------ | ------------------------------------------------------ |
| 2007 | I                                              | Anis Mojgani (Stati Uniti)                     | 29.06.2007                                     | //                                                     | //                                                     | //                                                     |
| 2008 | II                                             | Danny Sherrard (Stati Uniti)                   | 30.05.2008                                     | //                                                     | //                                                     | //                                                     |
| 2009 | III                                            | Joaquin Zihuatanejo (Stati Uniti)              | 20.06.2009                                     | //                                                     | //                                                     | //                                                     |
| 2010 | IV                                             | Ian Keteku (Canada)                            | 12.06.2010                                     | //                                                     | //                                                     | //                                                     |
| 2011 | V                                              | David Goudreau (Québec)                        | 04.06.2011                                     | //                                                     | //                                                     | //                                                     |
| 2012 | VI                                             | Harry Baker (Inghilterra)                      | 09.06.2012                                     | //                                                     | //                                                     | //                                                     |
| 2013 | VII                                            | Simon Roberts (Québec)                         | 08.06.2013                                     | //                                                     | //                                                     | //                                                     |
| 2014 | VII                                            | Ikenna Onyegbula (Canada)                      | 07.06.2014                                     | //                                                     | //                                                     | //                                                     |
| 2015 | IX                                             | Clotilde de Brito (Francia)                    | 06.06.2015                                     | //                                                     | //                                                     | //                                                     |
| 2016 | X                                              | Amélie Prévost (Québec)                        | 28.05.2016                                     | //                                                     | //                                                     | //                                                     |
| 2017 | XI                                             | Evelyn Rasmussen Osazuwa (Norvegia)            | 27.05.2017                                     | //                                                     | //                                                     | //                                                     |
| 2018 | XII                                            | Sam Small (Scozia)                             | 12.05.2018                                     | //                                                     | //                                                     | //                                                     |
| 2019 | XIII                                           | Jérome Pinel (Francia)                         | 01.06.2019                                     | //                                                     | //                                                     | //                                                     |
| 2020 | XIV                                            | Dani Orviz (Spagna)                            | 23.05.2020                                     | //                                                     | //                                                     | //                                                     |
| 2021 | XV                                             | Giuliano Logos (Italia)                        | 15.06.2021                                     | //                                                     | //                                                     | //                                                     |
| 2022 | XVI                                            | Lorenzo Maragoni (Italia)                      | 28.05.2022                                     | I                                                      | Xabiso Vili (South Africa)                             | 29.09.2022                                             |
| 2023 | XVII                                           | Filippo Capobianco (Italia)                    | 20.05.2023                                     | II                                                     | Lady Laprofeta (Colombia)                              | 15.10.2023                                             |

## Circuiti e campionati nazionali
Ai campionati internazionali prendono parte rappresentanti dei singoli circuiti e campionati nazionali.
| Nazione | Organizzazioni                            | Competizioni                                                |
| ------- | ----------------------------------------- | ----------------------------------------------------------- |
| Belgio  |                                           | Belgian Championship Poetry Slam                            |
| Francia | FFDSP Fédération Française de Slam Poésie | Slam National e Coupe Du Monde                              |
| Italia  | LIPS - Lega Italiana Poetry Slam          | Campionato Italiano Poetry Slam LIPS Campionato LIPStudenti |

## In Italia
Il primo slam italiano viene organizzato il 21 marzo 2001 all'interno del Festival Romapoesia da Lello Voce – fondatore della rivista Baldus e del Gruppo '93 – che organizza nel 2002 durante Big Torino 2002 al Museo nazionale del cinema nella Mole Antonelliana uno Slam Internazionale in cinque lingue diverse. Il 30 novembre 2013 viene fondata la LIPS Lega Italiana Poetry Slam nell’ambito del Trieste International Poetry Slam.
Nel 2019 va in onda il primo torneo televisivo di Poetry Slam su ZeligTv, condotto dal collettivo SLAM Factory (Paolo Agrati, Davide Passoni e Ciccio Rigoli).
Nel 2021, per la prima volta l'Italia vince la Coppa del Mondo di Poetry Slam di Parigi, rappresentata da Giuliano Logos, membro del collettivo artistico WOW - Incendi Spontanei. Nel 2022 vince Lorenzo Maragoni, anch'egli membro di WOW. Si tratta della prima volta, nella storia mondiale del Poetry Slam, che il titolo di Campione del Mondo è conquistato da due componenti dello stesso collettivo artistico.
Nel 2022 l'Italia ospita per la prima volta il Campionato Europeo di Poetry Slam, organizzato a Roma dal collettivo WOW - Incendi Spontanei. La competizione è vinta dal poeta spagnolo Pablowski.